# Gaio Vettio Grato Sabiniano
Gaio Vettio Grato Sabiniano (latino: Gaius Vettius Gratus Sabinianus; fl. 221) è stato un politico romano di età imperiale, console nel 221.
Era il nipote di Gaio Vettio Sabiniano Giulio Ospite (console nel 175-176), oltre a essere il padre di Gaio Vettio Grato Attico Sabiniano (console nel 242) e Vettio Grato (console nel 250).